# Agrilus bonadonai
Agrilus bonadonai (лат.) — вид узкотелых жуков-златок.

## Распространение
Вьетнам, Китай, Лаос.

## Описание
Длина узкого тела взрослых насекомых (имаго) 4,5—5,5 мм. Отличаются вертексом с субпараллельной скульптурой, менее вытянутым телом, нерасширенными вершинами надкрылий. Переднегрудь с воротничком. Боковой край переднеспинки цельный, гладкий. Глаза крупные, почти соприкасаются с переднеспинкой. Личинки предположительно развиваются на различных лиственных деревьях. Встречены в июне на высоте 1400 м. Валидный статус был подтверждён в ходе ревизии, проведённой в 2011 году канадскими колеоптерологами Эдвардом Йендеком (Eduard Jendek) и Василием Гребенниковым (Оттава, Канада).